# Stage Whisper
Stage Whisper è il quarto album in studio dell'attrice e cantante franco-britannica Charlotte Gainsbourg, pubblicato nel 2011. 

## Tracce
Disco 1
1. Terrible Angels – 3:49
2. Paradisco – 4:27
3. All the Rain – 3:24
4. White Telephone – 3:29
5. Anna – 2:38
6. Got to Let Go (featuring Charlie Fink dei Noah and the Whale) – 3:34
7. Out of Touch (featuring Connan Mockasin) – 3:48
8. Memoir – 2:57

Disco 2 (Live)
1. IRM – 2:41
2. Set Yourself on Fire – 3:53
3. Jamais – 4:02
4. Heaven Can Wait – 2:22
5. In the End – 2:00
6. AF607105 – 4:53
7. Just Like a Woman (cover di Bob Dylan) – 5:16
8. The Operation – 3:17
9. The Songs That We Sing – 3:29
10. Voyage – 3:10
11. Trick Pony – 2:55